# Struve (Mondkrater)
Struve ist der Lava-gefüllte Rest eines lunaren Einschlagkraters. Er liegt im westlichen Teil des Oceanus Procellarum.
Der Nordrand des Kraters kreuzt den Rand des kleineren Kraters Russell, so dass beide gemeinsam die Form einer Acht ( 8 ) bilden. Im Südosten befinden sich die Reste des ebenfalls lavagefluteten Eddington. Eher im Südwesten findet man den Balboa Krater.
Der Randwall von Struve ist unregelmäßig hoch und teilweise unterbrochen, so dass Verbindungen zum umgebenden Oceanus Procellarum vorhanden sind. Man sieht kaum den eigentlich runden Gebirgszug. Es gibt mehrere kleinere Einschlagstellen in Struves Randwall, die meisten davon im Südwesten. Der Nebenkrater Struve G überlappt sich mit dem westlichen Teil des Struve-Kraters, und direkt im Norden befindet sich ein Durchbruch zum Oceanus Procellarum entlang der Außenwälle von Russel und Eddington.
Früher nannte man die Formation Otto Struve, da man jedoch auch die beiden anderen Familienmitglieder von Otto Struve, die ebenfalls Astronomen waren, ehren wollte, nennt man das Gebiet heute nur Struve.
| Buchstabe | Position           | Durchmesser | Link |
| --------- | ------------------ | ----------- | ---- |
| B         | 18,97° N, 77,09° W | 13 km       |      |
| C         | 22,86° N, 75,36° W | 11 km       |      |
| D         | 25,33° N, 73,76° W | 11 km       |      |
| F         | 22,48° N, 73,67° W | 9 km        |      |
| G         | 23,88° N, 73,98° W | 14 km       |      |
| H         | 25,19° N, 83,31° W | 21 km       |      |
| K         | 23,44° N, 73,04° W | 7 km        |      |
| L         | 20,67° N, 76,1° W  | 15 km       |      |
| M         | 23,25° N, 75,26° W | 15 km       |      |